# Omiodes contubernalis
Omiodes contubernalis is een vlinder uit de familie van de grasmotten (Crambidae). De wetenschappelijke naam van deze soort is voor het eerst voorgesteld als Hedylepta contubernalis door Frederic Moore in een publicatie uit 1888.
De soort komt voor in India.